# Изотопи торијума
Торијум (90Тh) има седам природних изотопа, али ниједан није стабила, 232Th, је релативно срабилан, са временом полураспада 1.405 × 1010 година, што је знатно дуже од старости Земље, па чак и мало дуже од опште прихваћене старости свемира. Овај изотоп чини скоро све природне Торијуме, тако да је Торијум препознат као мононуклеарни. Међутим, 2013, IUPAC  je рекласификовао Торијум као бинуклеаран, због велике количине  230Th у дубокој морској води. Торијум има карактеристичан земалјски изотопски састав, на основу чега му се може дати стандардна атомска маса.
Окарактерисан је тридесет један радиоизотоп, а најстабилнији су  232Th,  230Th, са временом полураспада од 75.380 година, 229Th са временом полураспада 7.917 година,  и  228Th, са временом полураспада 1,92 година. Сви остали радиоактивни изотопи имају време полураспада. Сви остали радиоактивни имају време полураспада које је манје од тридесет дана и већина нјих има време полураспада мање од десет минута. Један изотоп,  229Th, има нуклеарни изомер (или метастабилно стање) са изузетно ниском емисијом енергије, која је недавно измерена 8,28 ± 0,17 eV. Предложено је да се изврши ласерска спектроскопија језгра  229Th и да се његова ниско-енергетска транзиција користи за развој нуклеарног сата изузетно високе прецизности.

## Изотопи
Познати изотопи Торијума у масеном броју од 208 до 238.
| Главни изотопи Торијума (90 Th) |              |                   |           |           |
| \| Изотоп \| Изотоп \| Изотоп \| Пропадање \| Пропадање \| \| \| Изобиљу \| полураспад (t1/2) \| Режиму \| Производа \| \| 227Th \| Траг \| 18,68 d \| α \| 223Ra \| \| 228Th \| Траг \| 1,9116 y \| α \| 224Ra \| \| 229Th \| Траг \| 7917 y \| α \| 225Ra \| \| 230Th \| 0,02% \| 75400 y \| α \| 226Ra \| \| 231Th \| Траг \| 35,5 h \| β− \| 231Pa \| \| 232Th \| 99,98% \| 1405-1010 y \| α \| 228Ra \| \| 234Th \| Траг \| 24,1 d \| β− \| 234Pa \| |              |                   |           |           |
| Standardna atomska masa Ar, standard(Th) | 232.0377 (4) |                   |           |           |
| prikaz-pričamo-uređivanje |              |                   |           |           |
| Изотоп | Изотоп       | Изотоп            | Пропадање | Пропадање |
| | Изобиљу      | полураспад (t1/2) | Режиму    | Производа |
| 227Th | Траг         | 18,68 d           | α         | 223Ra     |
| 228Th | Траг         | 1,9116 y          | α         | 224Ra     |
| 229Th | Траг         | 7917 y            | α         | 225Ra     |
| 230Th | 0,02%        | 75400 y           | α         | 226Ra     |
| 231Th | Траг         | 35,5 h            | β−        | 231Pa     |
| 232Th | 99,98%       | 1405-1010 y       | α         | 228Ra     |
| 234Th | Траг         | 24,1 d            | β−        | 234Pa     |

## Списак изотопа
| Нуклиде | Историјско име    | Z                   | N                   | Маса изотопа        | Време полураспда              | Decay mode          | Ćerka terisotop        | Okretanje i parnost | Prirodna izobilje (krtice) | Prirodna izobilje (krtice) |
| Нуклиде | Историјско име    | Prekomerna energija | Prekomerna energija | Prekomerna energija | Време полураспда              | Decay mode          | Ćerka terisotop        | Okretanje i parnost | Нормална пропорција        | Опсег варијација           |
| 208Th   |                   | 90                  | 118                 | 208.01791 (4)       | 1.7 (+ 1.7-0,6) MS            | A                   | 204Ra                  | 0 +                 |                            |                            |
| 209Th   |                   | 90                  | 119                 | 209.01772 (11)      | 7 (5) MS [3,8 (+ 69 − 15)]    | A                   | 205Ra                  | 5/2 − #             |                            |                            |
| 210Th   |                   | 90                  | 120                 | 210.015075 (27)     | 17 (11) MS [9 (+ 17 − 4) MS]  | A                   | 206Ra                  | 0 +                 |                            |                            |
| 210Th   | β + (redak)       | 90                  | 120                 | 210.015075 (27)     | 17 (11) MS [9 (+ 17 − 4) MS]  | 210AC               |                        | 0 +                 |                            |                            |
| 211Th   |                   | 90                  | 121                 | 211.01493 (8)       | 48 (20) MS [0.04 (+ 3 − 1) s] | A                   | 207Ra                  | 5/2 − #             |                            |                            |
| 211Th   | β+ (redak)        | 90                  | 121                 | 211.01493 (8)       | 48 (20) MS [0.04 (+ 3 − 1) s] | 211AC               |                        | 5/2 − #             |                            |                            |
| 212Th   |                   | 90                  | 122                 | 212.01298 (2)       | 36 (15) MS [30 (+ 20-10) MS]  | a (99,7%)           | 208Ra                  | 0 +                 |                            |                            |
| 212Th   | β+ (. 3%)         | 90                  | 122                 | 212.01298 (2)       | 36 (15) MS [30 (+ 20-10) MS]  | 212AC               |                        | 0 +                 |                            |                            |
| 213Th   |                   | 90                  | 123                 | 213.01301 (8)       | 140 (25) MS                   | A                   | 209Ra                  | 5/2 − #             |                            |                            |
| 213Th   | β+ (redak)        | 90                  | 123                 | 213.01301 (8)       | 140 (25) MS                   | 213AC               |                        | 5/2 − #             |                            |                            |
| 214Th   |                   | 90                  | 124                 | 214.011500 (18)     | 100 (25) MS                   | A                   | 210Ra                  | 0 +                 |                            |                            |
| 215Th   |                   | 90                  | 125                 | 215.011730 (29)     | 1.2 (2) s                     | A                   | 211Ra                  | (1/2 −)             |                            |                            |
| 216Th   |                   | 90                  | 126                 | 216.011062 (14)     | 26.8 (3) MS                   | a (99,99%)          | 212Ra                  | 0 +                 |                            |                            |
| 216Th   | β+ (. 006%)       | 90                  | 126                 | 216.011062 (14)     | 26.8 (3) MS                   | 216AC               |                        | 0 +                 |                            |                            |
| 216m1Th |                   | 2042 (13) keV       | 2042 (13) keV       | 2042 (13) keV       | 137 (4) μ                     |                     |                        | (8 +)               |                            |                            |
| 216m2Th |                   | 2637 (20) keV       | 2637 (20) keV       | 2637 (20) keV       | 615 (55) NS                   |                     |                        | (11 −)              |                            |                            |
| 217Th   |                   | 90                  | 127                 | 217.013114 (22)     | 240 (5) μ                     | A                   | 213Ra                  | (9/2 +)             |                            |                            |
| 218Th   |                   | 90                  | 128                 | 218.013284 (14)     | 109 (13) NS                   | A                   | 214Ra                  | 0 +                 |                            |                            |
| 219Th   |                   | 90                  | 129                 | 219.01554 (5)       | 1.05 (3) μ                    | A                   | 215Ra                  | 9/2 + #             |                            |                            |
| 219Th   | β+ (10− 7%)       | 90                  | 129                 | 219.01554 (5)       | 1.05 (3) μ                    | 219AC               |                        | 9/2 + #             |                            |                            |
| 220Th   |                   | 90                  | 130                 | 220.015748 (24)     | 9.7 (6) μ                     | A                   | 216Ra                  | 0 +                 |                            |                            |
| 220Th   | EC (2 × 10− 7%)   | 90                  | 130                 | 220.015748 (24)     | 9.7 (6) μ                     | 220AC               |                        | 0 +                 |                            |                            |
| 221Th   |                   | 90                  | 131                 | 221.018184 (10)     | 1.73 (3) MS                   | A                   | 217Ra                  | (7/2 +)             |                            |                            |
| 222Th   |                   | 90                  | 132                 | 222.018468 (13)     | 2.237 (13) MS                 | A                   | 218Ra                  | 0 +                 |                            |                            |
| 222Th   | EC (1.3 × 10− 8%) | 90                  | 132                 | 222.018468 (13)     | 2.237 (13) MS                 | 222AC               |                        | 0 +                 |                            |                            |
| 223Th   |                   | 90                  | 133                 | 223.020811 (10)     | 0.60 (2) s                    | A                   | 219Ra                  | (5/2) +             |                            |                            |
| 224Th   |                   | 90                  | 134                 | 224.021467 (12)     | 1.05 (2) s                    | A                   | 220Ra                  | 0 +                 |                            |                            |
| 224Th   | β+β+ (redak)      | 90                  | 134                 | 224.021467 (12)     | 1.05 (2) s                    | 224Ra               |                        | 0 +                 |                            |                            |
| 225Th   |                   | 90                  | 135                 | 225.023951 (5)      | 8.72 (4) min                  | a (90%)             | 221Ra                  | (3/2) +             |                            |                            |
| 225Th   | EC (10%)          | 90                  | 135                 | 225.023951 (5)      | 8.72 (4) min                  | 225AC               |                        | (3/2) +             |                            |                            |
| 226Th   |                   | 90                  | 136                 | 226.024903 (5)      | 30.57 (10) min                | A                   | 222Ra                  | 0 +                 |                            |                            |
| 227Th   | Radioactinijum    | 90                  | 137                 | 227.0277041 (27)    | 18.68 (9) d                   | A                   | 223Ra                  | 1/2 +               | Праћење                    |                            |
| 228Th   | Радиоторијум      | 90                  | 138                 | 228.0287411 (24)    | 1.9116 (16) i                 | A                   | 224Ra                  | 0 +                 |                            |                            |
| 228Th   | Радиоторијум      | 90                  | 138                 | 228.0287411 (24)    | 1.9116 (16) i                 | CD (1.3 × 10− 11%)  | 208PB                  | 0 +                 |                            |                            |
| 229Th   |                   | 90                  | 139                 | 229.031762 (3)      | 7.34 (16)-103 i               | A                   | 225Ra                  | 5/2 +               | Траг                       |                            |
| 221Th   |                   | 8.3 (2) eV          | 8.3 (2) eV          | 8.3 (2) eV          | 7 (1) μs                      | To                  | 229th                  | 3/2 +               |                            |                            |
| 230Th   | Ionijum           | 90                  | 140                 | 230.0331338 (19)    | 7538 (30)-104 i               | A                   | 226Ra                  | 0 +                 | 0.0002 (2)                 |                            |
| 230Th   | Ionijum           | 90                  | 140                 | 230.0331338 (19)    | 7538 (30)-104 i               | CD (5,6 × 10− 11%)  | 206HG 24do             | 0 +                 | 0.0002 (2)                 |                            |
| 230Th   | Ionijum           | 90                  | 140                 | 230.0331338 (19)    | 7538 (30)-104 i               | SF (5 × 10− 11%)    | Razni                  | 0 +                 | 0.0002 (2)                 |                            |
| 231Th   | Уранијум У        | 90                  | 141                 | 231.0363043 (19)    | 25,52 (1) h                   | β−                  | 231pa                  | 5/2 +               | Праћење                    |                            |
| 231Th   | Уранијум У        | 90                  | 141                 | 231.0363043 (19)    | 25,52 (1) h                   | (10− 8%)            | 227Ra                  | 5/2 +               | Праћење                    |                            |
| 232Th   | Torijuma leži     | 90                  | 142                 | 232.0380553 (21)    | 1405 (6)-1010 i               | A                   | 228Ra                  | 0 +                 | 0.9998 (2)                 |                            |
| 232Th   | Torijuma leži     | 90                  | 142                 | 232.0380553 (21)    | 1405 (6)-1010 i               | β−β− (redak)        | 232U                   | 0 +                 | 0.9998 (2)                 |                            |
| 232Th   | Torijuma leži     | 90                  | 142                 | 232.0380553 (21)    | 1405 (6)-1010 i               | SF (1.1 × 10− 9%)   | Razni                  | 0 +                 | 0.9998 (2)                 |                            |
| 232Th   | Torijuma leži     | 90                  | 142                 | 232.0380553 (21)    | 1405 (6)-1010 i               | CD (2.78 × 10− 10%) | 182Yb 26do 24 godineDo | 0 +                 | 0.9998 (2)                 |                            |
| 233Th   |                   | 90                  | 143                 | 233.0415818 (21)    | 21.83 (4) min                 | β−                  | 233pa                  | 1/2 +               |                            |                            |
| 234Th   | Uranijum X1       | 90                  | 144                 | 234.043601 (4)      | 24,10 (3) d                   | β−                  | 234pa                  | 0 +                 | Траг                       |                            |
| 235Th   |                   | 90                  | 145                 | 235.04751 (5)       | 7.2 (1) min                   | β−                  | 235pa                  | (1/2 +) #           |                            |                            |
| 236Th   |                   | 90                  | 146                 | 236.04987 (21) #    | 37.5 (2) min                  | β−                  | 236pa                  | 0 +                 |                            |                            |
| 237Th   |                   | 90                  | 147                 | 237.05389 (39) #    | 4,8 (5) min                   | β−                  | 237pa                  | 5/2 + #             |                            |                            |
| 238Th   |                   | 90                  | 148                 | 238.0565 (3) #      | 9,4 (20) min                  | β−                  | 238pa                  | 0 +                 |                            |                            |

## Користи
Торијум је предложен за употребу у производњи нуклеарне енергије на бази Торијума. У многим земљама коришћење Торијума у потрошачким производима је забрањено или обесхрабивано, због његове радиоактивности. Тренутно се користи као катода вакуумираних цеви, за комбинацију физичке стабилности на високој температури и ниском радном енергијом, потребном за уклањање електрона са његове површине. Коришћен је око један век у лампама на гас и парним лампама, као што су гасне светиљке и лампе за камповање.

### Сочива ниске дисперзије
Торијум се такође користио у појединим стакленим елементима Aero-Ektar сочива, које је направио KODAK за време Другог светског рата. Она су била средње радиоактивни. Два стаклена елемента у   f/2,5 Aero-ektar сочива, Торијум чини 11% и 13% тежини. Наочаре које садрже Торијум су коришћене, јер имају висок рефрациони индекс, са ниском дисперзијом (варијација индекса са таласном дужином), а и данас су веома пожељне. Многа сачувана Aero-Ektar сочива имају нијансу обојене нијансе чаја, вероватно због оштећења стакла услед радијације.
Пошто су ова сочива коришћена за извиђање ваздуха, ниво радијације није довољно висок за кратак временски период, снимања. Због тога се сматрало да је ниво радијације разумно безбедан. Међутим, када се не користи, било би мудро ускладиштити та сочива што је могуће даље од несељених области; дозвољаваћи однос који је обрнуто пропорционалан квадрату растојања до извора радијације.
| Актиноиди и физија продуката полураспаду V*T*E |                           |                           |                           |                               |                                                                               |                                                                               |                                                                               |                                                                               |  |
| Актиноиди по низу распада | Актиноиди по низу распада | Актиноиди по низу распада | Актиноиди по низу распада | Рапон времена полураспада (y) | Продукти физије 235U по приносу                                               | Продукти физије 235U по приносу                                               | Продукти физије 235U по приносу                                               | Продукти физије 235U по приносу                                               |  |
| 4n | 4n+1                      | 4n+2                      | 4n+3                      | Рапон времена полураспада (y) | Продукти физије 235U по приносу                                               | Продукти физије 235U по приносу                                               | Продукти физије 235U по приносу                                               | Продукти физије 235U по приносу                                               |  |
| 4n | 4n+1                      | 4n+2                      | 4n+3                      | Рапон времена полураспада (y) |                                                                               | 4.5–7%                                                                        | 0.04–1.25%                                                                    | <0.001%                                                                       |  |
| 228Ra№ |                           |                           |                           | 4–6                           | †                                                                             |                                                                               | 155Euþ                                                                        |                                                                               |  |
| 244Cmƒ | 241Puƒ                    | 250Cf                     | 227Ac№                    | 10–29                         | †                                                                             | 90Sr                                                                          | 85Kr                                                                          | 113mCdþ                                                                       |  |
| 232Uƒ |                           | 238Puƒ                    | 243Cmƒ                    | 29–97                         | †                                                                             | 137Cs                                                                         | 151Smþ                                                                        | 121mSn                                                                        |  |
| 248Bk | 249Cfƒ                    | 242mAmƒ                   |                           | 141–351                       | Без продуката физије са временом полураспада од 100.000 до 210.000 година ... | Без продуката физије са временом полураспада од 100.000 до 210.000 година ... | Без продуката физије са временом полураспада од 100.000 до 210.000 година ... | Без продуката физије са временом полураспада од 100.000 до 210.000 година ... |  |
| | 241Amƒ                    |                           | 251Cfƒ                    | 430–900                       | Без продуката физије са временом полураспада од 100.000 до 210.000 година ... | Без продуката физије са временом полураспада од 100.000 до 210.000 година ... | Без продуката физије са временом полураспада од 100.000 до 210.000 година ... | Без продуката физије са временом полураспада од 100.000 до 210.000 година ... |  |
| |                           | 226Ra№                    | 247Bk                     | 1.3 k – 1.6 k                 | Без продуката физије са временом полураспада од 100.000 до 210.000 година ... | Без продуката физије са временом полураспада од 100.000 до 210.000 година ... | Без продуката физије са временом полураспада од 100.000 до 210.000 година ... | Без продуката физије са временом полураспада од 100.000 до 210.000 година ... |  |
| 240Pu | 229Th                     | 246Cmƒ                    | 243Amƒ                    | 4.7 k – 7.4 k                 | Без продуката физије са временом полураспада од 100.000 до 210.000 година ... | Без продуката физије са временом полураспада од 100.000 до 210.000 година ... | Без продуката физије са временом полураспада од 100.000 до 210.000 година ... | Без продуката физије са временом полураспада од 100.000 до 210.000 година ... |  |
| | 245Cmƒ                    | 250Cm                     |                           | 8.3 k – 8.5 k                 | Без продуката физије са временом полураспада од 100.000 до 210.000 година ... | Без продуката физије са временом полураспада од 100.000 до 210.000 година ... | Без продуката физије са временом полураспада од 100.000 до 210.000 година ... | Без продуката физије са временом полураспада од 100.000 до 210.000 година ... |  |
| |                           |                           | 239Puƒ                    | 24.1 k                        | Без продуката физије са временом полураспада од 100.000 до 210.000 година ... | Без продуката физије са временом полураспада од 100.000 до 210.000 година ... | Без продуката физије са временом полураспада од 100.000 до 210.000 година ... | Без продуката физије са временом полураспада од 100.000 до 210.000 година ... |  |
| |                           | 230Th№                    | 231Pa№                    | 32 k – 76 k                   | Без продуката физије са временом полураспада од 100.000 до 210.000 година ... | Без продуката физије са временом полураспада од 100.000 до 210.000 година ... | Без продуката физије са временом полураспада од 100.000 до 210.000 година ... | Без продуката физије са временом полураспада од 100.000 до 210.000 година ... |  |
| 236Npƒ | 233Uƒ                     | 234U№                     |                           | 150 k – 250 k                 | ‡                                                                             | 99Tc₡                                                                         | 126Sn                                                                         |                                                                               |  |
| 248Cm |                           | 242Pu                     |                           | 327 k – 375 k                 | ‡                                                                             |                                                                               | 79Se₡                                                                         |                                                                               |  |
| |                           |                           |                           | 1.53 M                        | ‡                                                                             | 93Zr                                                                          |                                                                               |                                                                               |  |
| | 237Npƒ                    |                           |                           | 2.1 M – 6.5 M                 | ‡                                                                             | 135Cs₡                                                                        | 107Pd                                                                         |                                                                               |  |
| 236U |                           |                           | 247Cmƒ                    | 15 M – 24 M                   | ‡                                                                             |                                                                               | 129I₡                                                                         |                                                                               |  |
| 244Pu |                           |                           |                           | 80 M                          | ... nor beyond 15.7 M years                                                   | ... nor beyond 15.7 M years                                                   | ... nor beyond 15.7 M years                                                   | ... nor beyond 15.7 M years                                                   |  |
| 232Th№ |                           | 238U№                     | 235Uƒ№                    | 0.7 G – 14.1 G                | ... nor beyond 15.7 M years                                                   | ... nor beyond 15.7 M years                                                   | ... nor beyond 15.7 M years                                                   | ... nor beyond 15.7 M years                                                   |  |
| Легенда за симболе ₡ има попречни пресек топлотног неутрона у распону од 8–50 бар ƒ физиони m метастабилни изомер № првенствено радиоактивни материјал који се природно јавља (NORM) þ отров неутрона (пресек хватања термичког неутрона већи од 3000 бар) † распон 4–97 година: средње време полураспада продуката физије ‡ преко 200,000 година: дуго време полураспада продуката физије |                           |                           |                           |                               |                                                                               |                                                                               |                                                                               |                                                                               |  |

## Изотопи вредни помена

#### Tоријум-228
228Th је изотоп торијума са 138 неутрона. Једном се звао Радиоторијум због свог појављивања у ланцу дезијума -232. Има време полураспада од 1,9116 година. Он пролази кроз алфа распад до  224Ra. Понекад је у питању необична путања распада кластера, емитујући језгра од  20O и производи стабилан  208Pb. Tо је ћерка изотопа 232U.
228Th има атомску тежину од 228,0287411 gr/Mol.

#### Торијум-229
229Th је радиоактивни изотопи од торијума који пропада алфа емисијом са временом полураспада од 7917 година. 229Th се формира од распада Уранијум-233, а његова основна употреба је за производњу изотопа Актинијума-225 и Бизмут-213.

##### Tоријум-229m
У 1976. спектроскопија Гама зрака је прво показала да 229Тh има комад језгра изомера у износу од 229mTh, са изузетно ниском побудном енергијом. У то време та енергија је била 10 еV, што је често засновано на непосматрању директног пропадања изомера. Међутим, 1990, додатне мере довеле су до закључка да је енергија скоро сигурно испод 10 еV, чинећи изомер једним од најнижих познатих енергија. Наредних година енергија је била додатно ограничена на 3,5 ± 1,0 eV, што је већ дуго времена прихваћена енергетска вредност. Таква ниска енергија је убрзо изазвала одређено интересовање, јер концептуално омогућава директно ласерско занимљиво нуклеарно стање, које води до неких занимљивих потенцијалних апликација, нпр. развој нуклеарног сата веома високе прецизности или као Q-битни за квантно рачунарсто.
Нуклеарно ласерска екселација од  229mTh, а самим тим и развој нуклеарног сата до сада је био у незнању са недовољним знањем о изомерским својствима. Прецизно познавање изомерске енергије од посебног је значаја у овом контексту, јер одређује потребну ласерску технологију и скраћује време скенирања приликом тражења директних извора. То је изазвало мноштво истрага, како теоријске тако и експерименталне, покушавајући да прецизно утврдити транзицију, покушавајући прецизно утврдити енергију прелаза и да прецизира друга својства изомерног стања 229Th (као што су животни век и магнетни моменат).
Директно посматрање фотона емитованих изомерним распадом значајно би помогло да се смањи изомерна енергетска вредност. На жалост, до данас, није постојао у потпуности коначан извештај о детекцији фотона емитованих у распаду од 229mTh. Уместо тога, побољшане мере грама рај спектроскопије коришћењем напредних X-Ray микрокалориметера спроведене су 2007, што је добило нову вредност за прелазну енергију E = 7,6 ± 0,5 eV, је исправљен на E = 7,8 ± 0,5 eV u 2009. Ова смена у изомеровој енергији од 3,5 еV до 7,8 еV вероватно објашњава зашто је неколико раних покушаја да се директно посматра транзиција била неуспешна. Ипак, већина недавних претрага светлости која се емитује у изомерном распаду није приметила ниједан сигнал, што упућује на потенцијално јак нерадијативни канал распадања. Директно откривање фотона емитованих изомерним распадом захтевано је 2012. и поново 2018. Међутим, оба извештаја тренутно су предмет контроверзних разговора унутар заједнице.
Директно откривање електрона се емитује у каналу за распад унутрашње конверзие 229mTh, постигнуто је 2016. године. Међутим у време када је изомерова транзиција могла да буде стабилно ограничена на између 6,3 i 18,3 eV. Коначно, 2019. године, неоптичка електронска спектроскопија интерне конверзије електрона, емитованих изомерним распадом омогућила је одређивање енергије побуде изомера на 8,28 ± 0,17 eV, што представља данашњу најпрецизнију енергетску вриедност. Међутим, ова вредност се појављује у супротности са претиском за 2018. годину, што показује да се може приказати сличан сигнал као и 8,4 eV Xenon Vuv foton, али са око1.3+0.2−0.1 eV без струје и животног века трајања. У том документу,229Th је усађен у SiO2, што је могуће резултирало енергетском препуном и измењеном животном средином, иако су земље умешане првенствено нуклеарне, штитиле их из електронских интеракција.
Као посебност изузетно ниске прекомерне енергије, животни век 229mTh умногоме зависи од електронског окружења језгра. У јонима 229Th, унутрашња конверзија распада је енергетски збрањена, јер је изомерска енергија испод енергије која је потребна за даљу јонизацију Th+. То води до животног века који може да приступи радиоактивном животу 229mTh, за коју не постоји мера, али је теоретски предвиђен у распону од 103  дo 104 секунде. Експериментално, за јоне  229mTh2+ и 229mTh3+ откривен је изомерни век дужи од 1 минута. Супротно томе, у неутралним 229Th атомима дозвољена је интерна конверзија распада, што доводи до изомерног века који се смањује за 9 реда величине, на око 10 микросекунди. У 2017. години заиста је потврђен животни век у распону од неколико микросекунди за неутралне, површински везане атоме 229mTh, на основу откривања сигнала унутрашњег конвертовања.
2018. године, било је могуће извршити прву ласерско-спектроскопску карактеризацију нуклеарних својстава 229mTh. У овом експерименту, ласерска спектроскопија атомске љуске 229Th изведена је коришћењем јонског облака 229Th2+ са 2% у нуклеарно побуђеном стању. Ово је омогућило испитивање хиперфиног помака изазваног различитим нуклеарним спиновима тла и изомерног стања. На тај начин се може закључити прва експериментална вредност за магнетни дипол и електрични квадраполни моменат 229mTh. 2019. године, то је била ограничена енергија изомера, са 8,28 ± 0,17 eV, на основу директног откривања интерне конверзије електрона и безбедна популација 229mTh из стања нуклеарног нивоа постигнута је побуђивањем нуклеарног стања 29 keV уз помоћ синхротона зрачења. 29189,93 eV је узбудило стање 229Th које пропада у изомерно стање са вероватноћом од 90%. Обе мере су даље важни кораци у правцу развоја нуклеарног сата. Такође експерименти гама спектроскопије потврдили су одвајање енергије од 8,3 eV са даљине до нивоа од 29189,93 eV. 8,28 eV (150 Nm) доступан је као седмо хармонијски ласер итербијумских влакана по VUV фреквенцији. СW подударање фазе може бити доступно за хармонијско генерисање.
Торијум-230
230Th  je радиоактивни изотоп од торијума који се може користити за датирање корала и одређивање струје океанског тока. Јонијум је назив дат рано у истраживању радиоактивних елемената изотопу 230Th произведеном у ланцу 238U, пре него што се схватило да су јонијум и торијум хемијски идентични. Симбол Io је коришћен за овај претпостављен елемент. (Име се још увек користи у јонијум-торијумским датирањима.)
Tоријум-231
231Th има 141 неутрон. То је продукт распадања уранијума-235. Налази се у веома малим количинама на земљи и има време полураспада од 25,5 сати. Када пропадне формира
бета-зраке и формира Протактинијум-231. Има енергију пропадања од 0,39MeV. Има масу од 231,0363043 gr/mol.
Торијум-232
232Th  je једини примордијални нуклид торијума и ефикасно чини сав природни торијум, а остали изотопи торијума који се појављују само у траговима као релативно кратког века производи уранијума и торијума. Изотоп пропада алфа распадом са поллуживотом 1.405 x 1010 година, три пута више од старости Земље и веће је од старости свемира. Његов ланац пропадања је серија торијума, која се на крају завршава оловом-208. Остатак ланца је брз; најдужи полужиоти у њему су 5,75 година за радијум-228 и 1,91 година за торијум-228, а сви остали полуживоти укупно су мањи од 15 дана.
232Th је плодан материјал који је слободан да апсорбује неутрон и да се подвргне трансмутацији у дељиви нуклидни уранијум-233, што је основа торијум горивог циклуса. У облику Торотраста, торијум-диоксида, коришћен је као контрастно средство у раној рендгенској дијагностици. Торијум-232 је сада класификован као канцероген.
Tоријум-233
233Th је изотоп Торијума који се претвара у Протактинијум-233 путем бета распада. Има време полураспада од 21,83 минута.
Tоријум-234
234Th  je изотоп Торијума чија језгра садрже 144 неутрона. 234Th има време полураспада од 24,1 дан, а приликом распада, емитује бета честицу, а чинећи то, претвара се у Протактинијум-234. 234Th има масу од 234,0436 јединица атомске масе (Amu) и има енергију распада од око 270 keV (килоелектронволти). Уранијум-238 обично пропада у овомо изотопу Торијума (мада у ретким случајевима уместо тога може да подвргне спонтаној фисији).